# Лялин, Павел Александрович
Па́вел Алекса́ндрович Ля́лин (1763—1836) — обергиттенфервальтер 8-го класса Санкт-Петербургского монетного двора.

## Биография
Происхождение: из монетческих детей. Родился 15 (26) декабря 1763 года.
В 1787 году начал работать на Монетном дворе учеником медальера.
С 1805 года — медальер «для смотрения за делом штемпелей» (губернский секретарь); с 1812 — маркшейдер, титулярный советник.
Был старшим медальером палаты; он — создатель штемпеля лицевой стороны константиновского рубля. Автор медали Московского общества сельского хозяйства.
Умер 2 (14) марта 1836 года. Похоронен на Смоленском православном кладбище.

### Семья
Жена — Мария Петровна (ум. 10.12.1855). Их сыновья:
- Александр (1802—1862)
- Николай